# Mirza Kazar
Mirza Kazar (azer. Mirzə Xəzər), azerbajdžanski pisatelj, novinar, politični analitik, prevajalec in založnik, * 29. november 1947, Geokčaj, Azerbajdžan, Sovjetska zveza, † 31. januar 2020, München, Nemčija.

## Biografija
Med letoma 1975 in 1984 je na prošnjo stockholmskega Inštituta za prevod Biblije prevedel Biblijo v azerščino. Kazarjev prevod Nove zaveze je bila natisnjen v Zagrebu leta 1982. Med letoma 1976 in 2003 je delal na Radiu Slobodna Europa in Voice of America kot glavni urednik novic v azerbajdžanskem jeziku. Trenutno deluje kot spletni založnik dnevnega časopisa Mirzə Xəzərin Səs (Glas Mirze Kazarja) v treh jezikih: azerščini, angleščini in ruščini.